# Bimba Bosé

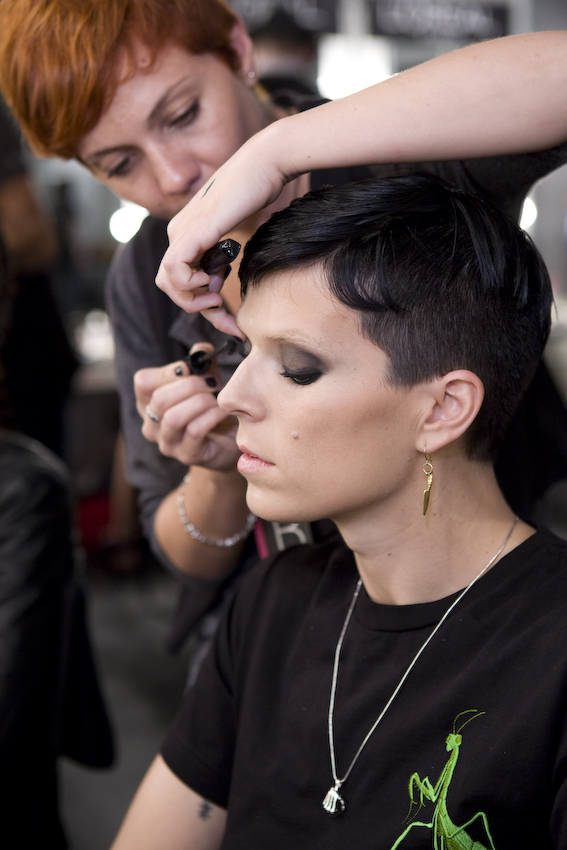
Bimba Bosé (2010)

Bimba Bosé (* 1. Oktober 1975 in Rom als Eleonora Salvatore González; † 23. Januar 2017 in Madrid) war eine spanische Schauspielerin, Sängerin und Fotomodel. Ihre Großmutter war Lucia Bosè, ihr Großvater Luis Miguel Dominguín, ihr Onkel Miguel Bosé.
Bosé starb in Madrid 41-jährig an Brustkrebs.